# 테일러 정리
미적분학에서 테일러 정리(-定理, 영어: Taylor's theorem)는 함수를 한 점 주변에서 다항식으로 근사하는 정리이다.

## 정의

### 페아노 나머지항
만약 {\displaystyle f\colon (a-r,a+r)\to \mathbb {R} }가 {\displaystyle n}계 도함수를 가진다면, 다음이 성립한다.
{\displaystyle f(x)=f(a)+f'(a)(x-a)+{\frac {f''(a)}{2!}}(x-a)^{2}+\cdots +{\frac {f^{(n)}(a)}{n!}}(x-a)^{n}+o(x-a)^{n}\qquad (x\to a)}
여기서 {\displaystyle o(x-a)^{n}}는 {\displaystyle (x-a)^{n}}과 어떤 0으로 수렴하는 함수의 곱을 나타낸다. 이는 함수와 어떤 다항식의 차가 {\displaystyle (x-a)^{n}}보다 빠르게 0으로 수렴함을 나타낸다. 이러한 다항식을 {\displaystyle n}차 테일러 다항식(-次-多項式, 영어: {\displaystyle n}-th order Taylor polynomial)이라고 하고, 함수와 테일러 다항식의 차를 나머지항(-項, 영어: remainder term)이라고 한다. 위와 같이 나타낸 나머지항 {\displaystyle o(x-a)^{n}}을 페아노 나머지항(-項, 영어: Peano remainder term)이라고 한다. 사실, 주어진 함수와의 차가 페아노 나머지항인 {\displaystyle n}차 이하의 다항식은 테일러 다항식으로 유일하다.

### 라그랑주 나머지항
만약 {\displaystyle f\colon [a',b']\to \mathbb {R} }가 {\displaystyle n}번 연속 미분 가능 함수이며, {\displaystyle (a',b')}에서 {\displaystyle (n+1)}계 도함수를 가진다면, 임의의 {\displaystyle a,x\in [a',b']}에 대하여, 다음이 성립한다.:15
{\displaystyle f(x)=f(a)+f'(a)(x-a)+{\frac {f''(a)}{2!}}(x-a)^{2}+\cdots +{\frac {f^{(n)}(a)}{n!}}(x-a)^{n}+{\frac {f^{(n+1)}(\xi )}{(n+1)!}}(x-a)^{n+1}}
여기서 {\displaystyle \xi \in \{a+\theta (x-a)\colon 0<\theta <1\}}이다. 이와 같은 나머지항을 라그랑주 나머지항(-項, 영어: Lagrange remainder term)이라고 한다. 이는 평균값 정리의 일반화이다.

### 적분 나머지항
만약 {\displaystyle I}가 구간이며, {\displaystyle f\colon I\to \mathbb {R} }가 {\displaystyle (n+1)}번 연속 미분 가능 함수라면, 임의의 {\displaystyle a,x\in I}에 대하여, 다음이 성립한다.:83, Theorem 16
{\displaystyle f(x)=f(a)+f'(a)(x-a)+{\frac {f''(a)}{2!}}(x-a)^{2}+\cdots +{\frac {f^{(n)}(a)}{n!}}(x-a)^{n}+{\frac {1}{n!}}\int _{a}^{x}f^{(n+1)}(t)(x-t)^{n}\mathrm {d} t}
이와 같은 나머지항을 적분 나머지항(積分-項, 영어: integral remainder form)이라고 한다.

### 코시 나머지항
만약 {\displaystyle I}가 구간이며, {\displaystyle f\colon I\to \mathbb {R} }가 {\displaystyle (n+1)}번 연속 미분 가능 함수라면, 임의의 {\displaystyle a,x\in I}에 대하여, 다음이 성립한다.
{\displaystyle f(x)=f(a)+f'(a)(x-a)+{\frac {f''(a)}{2!}}(x-a)^{2}+\cdots +{\frac {f^{(n)}(a)}{n!}}(x-a)^{n}+{\frac {f^{(n+1)}(\xi )}{n!}}(x-\xi )^{n}(x-a)}
여기서 {\displaystyle \xi \in \{a+\theta (x-a)\colon 0<\theta <1\}}이다. 이와 같은 나머지항을 코시 나머지항(-項, 영어: Cauchy remainder term)이라고 한다.

## 다변수 함수의 경우

### 페아노 나머지항
만약 {\displaystyle f\colon \operatorname {B} _{\mathbb {R} ^{d}}(\mathbf {a} ,r)\to \mathbb {R} }의 모든 {\displaystyle n}계 편도함수가 연속 함수라면, 다음이 성립한다.
{\displaystyle f(\mathbf {x} )=\sum _{k=0}^{n}{\frac {1}{k!}}\sum _{j_{1}=1}^{d}\cdots \sum _{j_{k}=1}^{d}{\frac {\partial ^{k}f(\mathbf {a} )}{\partial x_{j_{1}}\cdots \partial x_{j_{k}}}}(x_{j_{1}}-a_{j_{1}})\cdots (x_{j_{k}}-a_{j_{k}})+o(\Vert \mathbf {x} -\mathbf {a} \Vert ^{n})\qquad (\mathbf {x} \to \mathbf {a} )}

### 라그랑주 나머지항
만약 {\displaystyle D\subseteq \mathbb {R} ^{d}}가 연결 열린집합이며, {\displaystyle f\colon D\to \mathbb {R} }의 모든 {\displaystyle (n+1)}계 편도함수가 연속 함수이며, 또한 임의의 {\displaystyle t\in [0,1]}에 대하여 {\displaystyle \mathbf {a} +t(\mathbf {x} -\mathbf {a} )\in D}라면, 다음이 성립한다.
{\displaystyle f(\mathbf {x} )=\sum _{k=0}^{n}{\frac {1}{k!}}\sum _{j_{1}=1}^{d}\cdots \sum _{j_{k}=1}^{d}{\frac {\partial ^{k}f(\mathbf {a} )}{\partial x_{j_{1}}\cdots \partial x_{j_{k}}}}(x_{j_{1}}-a_{j_{1}})\cdots (x_{j_{k}}-a_{j_{k}})+{\frac {1}{(n+1)!}}\sum _{j_{1}=1}^{d}\cdots \sum _{j_{n+1}=1}^{d}{\frac {\partial ^{n+1}f({\boldsymbol {\xi }})}{\partial x_{j_{1}}\cdots \partial x_{j_{n+1}}}}(x_{j_{1}}-a_{j_{1}})\cdots (x_{j_{n+1}}-a_{j_{n+1}})}
여기서 {\displaystyle {\boldsymbol {\xi }}\in \{\mathbf {a} +\theta (\mathbf {x} -\mathbf {a} )\colon 0<\theta <1\}}이다.

### 적분 나머지항
만약 {\displaystyle D\subseteq \mathbb {R} ^{d}}가 연결 열린집합이며, {\displaystyle f\colon D\to \mathbb {R} }의 모든 {\displaystyle (n+1)}계 편도함수가 연속 함수이며, 또한 임의의 {\displaystyle t\in [0,1]}에 대하여 {\displaystyle \mathbf {a} +t(\mathbf {x} -\mathbf {a} )\in D}라면, 다음이 성립한다.:13-14
{\displaystyle f(\mathbf {x} )=\sum _{k=0}^{n}{\frac {1}{k!}}\sum _{j_{1}=1}^{d}\cdots \sum _{j_{k}=1}^{d}{\frac {\partial ^{k}f(\mathbf {a} )}{\partial x_{j_{1}}\cdots \partial x_{j_{k}}}}(x_{j_{1}}-a_{j_{1}})\cdots (x_{j_{k}}-a_{j_{k}})+{\frac {1}{n!}}\int _{0}^{1}\sum _{j_{1}=1}^{d}\cdots \sum _{j_{n+1}=1}^{d}{\frac {\partial ^{n+1}f(\mathbf {a} +t(\mathbf {x} -\mathbf {a} ))}{\partial x_{j_{1}}\cdots \partial x_{j_{n+1}}}}(x_{j_{1}}-a_{j_{1}})\cdots (x_{j_{n+1}}-a_{j_{n+1}})(1-t)^{n}\mathrm {d} t}

## 증명

### 페아노 나머지항의 증명
함수 {\displaystyle f}의 테일러 다항식을 {\displaystyle \operatorname {T} _{n,f,a}(x)}로 표기하자. 페아노 나머지항의 테일러 정리는 다음을 의미한다.
{\displaystyle \lim _{x\to a}{\frac {f(x)-\operatorname {T} _{n,f,a}(x)}{(x-a)^{n}}}=0}
모든 {\displaystyle k\in \{0,\dots ,n\}}에 대하여 {\displaystyle f^{(k)}(a)=\operatorname {T} _{n,f,a}^{(k)}(a)}이므로, 로피탈 법칙을 사용하면 다음을 얻는다.
{\displaystyle {\begin{aligned}\lim _{x\to a}{\frac {f(x)-\operatorname {T} _{n,f,a}(x)}{(x-a)^{n}}}&=\lim _{x\to a}{\frac {f^{(n-1)}(x)-\operatorname {T} _{n,f,a}^{(n-1)}(x)}{n!(x-a)}}\\&=\lim _{x\to a}{\frac {1}{n!}}\left({\frac {f^{(n-1)}(x)-f^{(n-1)}(a)}{x-a}}-f^{(n)}(a)\right)\\&=0\end{aligned}}}
첫 등호는 로피탈 법칙을 {\displaystyle (n-1)}번 반복한 결과이며, 마지막 등호는 {\displaystyle f^{(n)}(a)}의 정의에 의한다.

#### 테일러 다항식의 유일성의 증명
다음이 성립한다고 가정하자.
{\displaystyle f(x)=a_{0}+a_{1}(x-a)+a_{2}(x-a)^{2}+\cdots +a_{n}(x-a)^{n}+o(x-a)^{n}\qquad (x\to a)}
여기서 {\displaystyle a_{0},\dots ,a_{n}\in \mathbb {R} }는 상수이다. 이 식에 {\displaystyle x\to a}를 취하면 {\displaystyle a_{0}=f(a)}를 얻는다. 이를 대입한 뒤 식을 다음과 같이 변형하자.
{\displaystyle {\frac {f(x)-f(a)}{x-a}}=a_{1}+a_{2}(x-a)^{2}+\cdots +a_{n}(x-a)^{n-1}+o(x-a)^{n-1}\qquad (x\to a)}
여기에 {\displaystyle x\to a}를 취하면 {\displaystyle a_{1}=f'(a)}를 얻는다. 마찬가지로 이를 대입한 뒤 식을 다음과 같이 변형하자.
{\displaystyle {\frac {f(x)-f(a)-f'(a)(x-a)}{(x-a)^{2}}}=a_{2}+a_{3}(x-a)+\cdots +a_{n}(x-a)^{n-2}+o(x-a)^{n-2}\qquad (x\to a)}
여기에 {\displaystyle x\to a}를 취하면 {\displaystyle a_{2}=f''(a)/2}를 얻는다. 이와 같이 반복하면 모든 {\displaystyle k\in \{0,\dots ,n\}}에 대하여 {\displaystyle a_{k}=f^{(k)}(a)/k!}임을 알 수 있다. 모든 테일러 정리는 페아노 나머지항을 유도할 수 있으므로 모든 테일러 정리의 테일러 다항식은 유일하다.

### 라그랑주 나머지항의 증명
편의상 {\displaystyle x\neq a}라고 가정하자. 다음과 같은 두 함수 {\displaystyle F,G\colon [a,x]\cup [x,a]\to \mathbb {R} }를 정의하자.
{\displaystyle F(t)=f(x)-\left(f(t)+f'(t)(x-t)+{\frac {f''(t)}{2!}}(x-t)^{2}+\cdots +{\frac {f^{(n)}(t)}{n!}}(x-t)^{n}\right)}
{\displaystyle G(t)=(x-t)^{n+1}}
그러면 {\displaystyle F,G}는 연속 함수이며, 임의의 {\displaystyle t\in (a,x)\cup (x,a)}에 대하여 다음이 성립한다.
{\displaystyle F'(t)=-{\frac {f^{(n+1)}(t)}{n!}}(x-t)^{n}}
{\displaystyle G'(t)=-(n+1)(x-t)^{n}}
또한 {\displaystyle F(x)=G(x)=0}이므로, 코시 평균값 정리에 따라 다음이 성립한다.
{\displaystyle {\frac {F(a)}{G(a)}}={\frac {F(a)-F(x)}{G(a)-G(x)}}={\frac {F'(\xi )}{G'(\xi )}}={\frac {f^{(n+1)}(\xi )}{(n+1)!}}}
여기서 {\displaystyle \xi \in (a,x)\cup (x,a)}이다. 따라서 라그랑주 나머지항의 테일러 정리가 성립한다.

### 적분 나머지항의 증명
미적분학의 기본 정리에 따라 다음이 성립한다.
{\displaystyle f(x)=f(a)+\int _{a}^{x}f'(t)\mathrm {d} t}
부분 적분을 반복하면 다음을 얻는다.
{\displaystyle {\begin{aligned}f(x)&=f(a)-\int _{a}^{x}f'(t)\mathrm {d} (x-t)\\&=f(a)+f'(a)(x-a)+\int _{a}^{x}(x-t)f''(t)\mathrm {d} t\\&=f(a)+f'(a)(x-a)-{\frac {1}{2}}\int _{a}^{x}f''(t)\mathrm {d} (x-t)^{2}\\&=f(a)+f'(a)(x-a)+{\frac {f''(a)}{2}}(x-a)^{2}+{\frac {1}{2}}\int _{a}^{x}(x-t)^{2}f'''(t)\mathrm {d} t\\&\vdots \\&=f(a)+f'(a)(x-a)+{\frac {f''(a)}{2!}}(x-a)^{2}+\cdots +{\frac {f^{(n)}(a)}{n!}}(x-a)^{n}+{\frac {1}{n!}}\int _{a}^{x}(x-t)^{n}f^{(n+1)}(t)\mathrm {d} t\end{aligned}}}
따라서 적분 나머지항의 테일러 정리가 성립한다.:224–225 적분 나머지항에 제1 적분 평균값 정리를 적용하면 라그랑주 나머지항을 유도할 수 있다.

### 코시 나머지항의 증명
적분 나머지항에 제1 적분 평균값 정리를 적용하면 다음을 얻는다.
{\displaystyle {\begin{aligned}{\frac {1}{n!}}\int _{a}^{x}f^{(n+1)}(t)(x-t)^{n}\mathrm {d} t&={\frac {f^{(n+1)}(\xi )}{n!}}(x-\xi )^{n}\int _{a}^{x}\mathrm {d} t\\&={\frac {f^{(n+1)}(\xi )}{n!}}(x-\xi )^{n}(x-a)\end{aligned}}}
여기서 {\displaystyle \xi \in \{a+\theta (x-a)\colon 0<\theta <1\}}이다. 따라서 코시 나머지항의 테일러 정리가 성립한다.

### 다변수 함수의 경우의 증명
라그랑주 나머지항의 경우를 증명하자. 그 밖의 경우도 마찬가지로 증명할 수 있다. 다음과 같은 함수 {\displaystyle g\colon [0,1]\to \mathbb {R} }을 정의하자.
{\displaystyle g(t)=f(\mathbf {a} +t(\mathbf {x} -\mathbf {a} ))}
그러면 {\displaystyle g}는 {\displaystyle (n+1)}번 연속 미분 가능 함수이므로, 일변수 함수의 경우에 따라 다음이 성립한다.
{\displaystyle g(1)=\sum _{k=0}^{n}{\frac {g^{(k)}(0)}{k!}}+{\frac {g^{(n+1)}(\theta )}{(n+1)!}}}
여기서 {\displaystyle \theta \in (0,1)}이다. 또한, 연쇄 법칙에 따라 다음이 성립한다.
{\displaystyle {\begin{aligned}g^{(k)}(t)&=\left(\sum _{j=1}^{d}(x_{j}-a_{j}){\frac {\partial }{\partial x_{j}}}\right)^{k}f(\mathbf {a} +t(\mathbf {x} -\mathbf {a} ))\\&=\sum _{j_{1}=1}^{d}\cdots \sum _{j_{k}=1}^{d}{\frac {\partial ^{k}f(\mathbf {a} +t(\mathbf {x} -\mathbf {a} ))}{\partial x_{j_{1}}\cdots \partial x_{j_{k}}}}(x_{j_{1}}-a_{j_{1}})\cdots (x_{j_{k}}-a_{j_{k}})\end{aligned}}}
이를 대입하면 다음과 같은 다변수 함수의 경우를 얻는다.
{\displaystyle f(\mathbf {x} )=\sum _{k=0}^{n}{\frac {1}{k!}}\sum _{j_{1}=1}^{d}\cdots \sum _{j_{k}=1}^{d}{\frac {\partial ^{k}f(\mathbf {a} )}{\partial x_{j_{1}}\cdots \partial x_{j_{k}}}}(x_{j_{1}}-a_{j_{1}})\cdots (x_{j_{k}}-a_{j_{k}})+{\frac {1}{(n+1)!}}\sum _{j_{1}=1}^{d}\cdots \sum _{j_{n+1}=1}^{d}{\frac {\partial ^{n+1}f(\mathbf {a} +\theta (\mathbf {x} -\mathbf {a} ))}{\partial x_{j_{1}}\cdots \partial x_{j_{n+1}}}}(x_{j_{1}}-a_{j_{1}})\cdots (x_{j_{n+1}}-a_{j_{n+1}})}

## 같이 보기
- 평균값 정리
- 테일러 급수
- 로랑 급수